# Bubona
Bubona è secondo la mitologia romana una dea, protettrice dei buoi, anche se la sola fonte storica è quella di Sant'Agostino, che la nomina quando tratta degli dei minori romani, il cui nome corrisponde alla loro funzione. 
(Sant'Agostino, La città di Dio, IV,24)